# Ruppia-klasse
De ruppia-klasse (Ruppietea) is een klasse van syntaxa die submerse vegetatie omvat die typisch is voor brak tot zout water waarvan de saliniteit in de  loop van het jaar vrij sterk varieert. Er zijn maar weinig plantensoorten die aan soortgelijke extreme milieus zijn aangepast, wat resulteert in van nature soortenarme en karakteristieke begroeiingen die nauwelijks doordringen in andere begroeiingen.

## Naamgeving en codering
| Ruppietea maritimae J.Tx. ex Den Hartog & Segal 1964 |

- Syntaxoncode voor Nederland (rVvN): r02

De wetenschappelijke naam Ruppietea is afgeleid van de botanische naam van het geslacht ruppia (Ruppia).

## Onderliggende syntaxa in Nederland en Vlaanderen

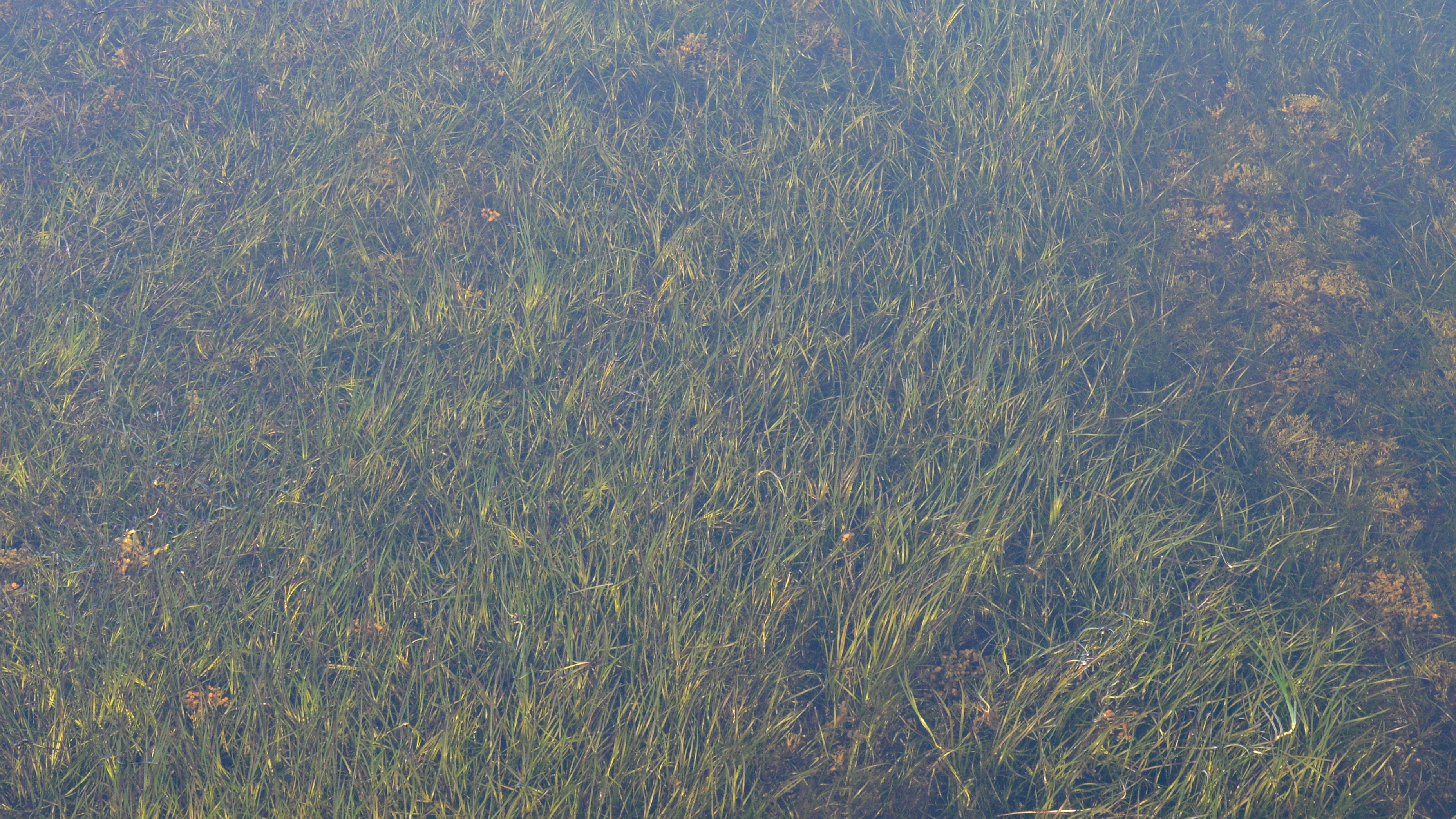
De snavelruppia-associatie

In Nederland en Vlaanderen wordt de ruppia-klasse vertegenwoordigd door slechts een tweetal orden met één onderliggend verbond. Uit dit verbond komen in Nederland en Vlaanderen twee associaties voor.
- - ruppia-orde (Zannichellio-Ruppietalia)
    - ruppia-verbond (Ruppion maritimae)
      - snavelrupia-associatie (Ruppietum maritimae)
      - spiraalruppia-associatie (Ruppietum cirrhosae)

## Vegetatiezonering
In de vegetatiezonering groeit vegetatie uit de ruppia-klasse meestal geïsoleerd van begroeiingen uit andere klassen. De meest voorkomende contactgemeenschappen zijn begroeiingen uit de zeegras-klasse, kranswieren-klasse, eendenkroos-klasse, fonteinkruiden-klasse of riet-klasse.

## Verspreiding
De ruppia-klasse kent een kosmopolitische verspreiding.

## Fotogalerij

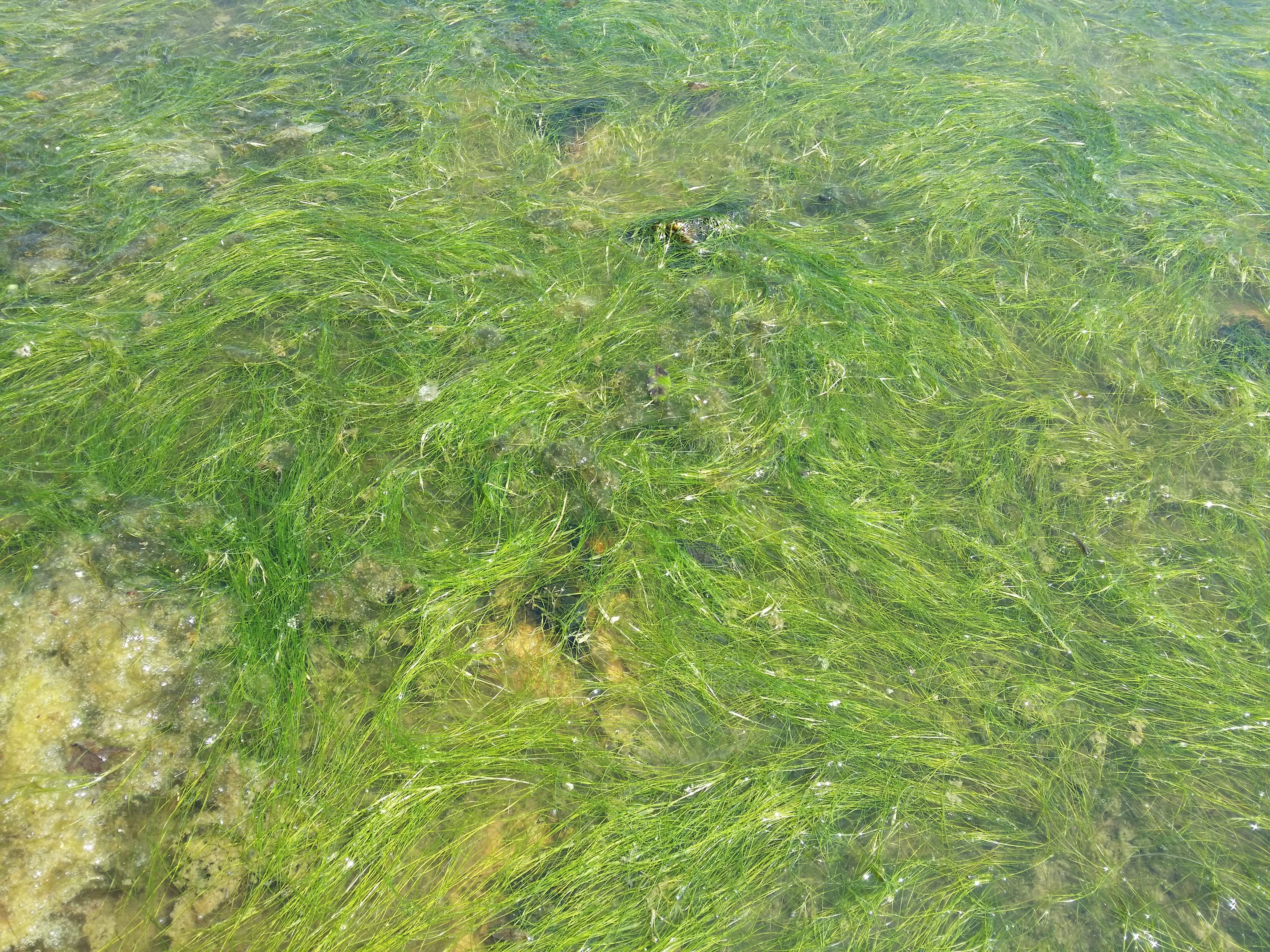
De snavelruppia-associatie